# Ummanz
Ummanz est une île allemande de la mer Baltique. D'une superficie de 20 km2, elle est située à l'ouest de l'île de Rügen, à laquelle elle est reliée par un pont de 250 mètres de long depuis 1901.
C'est depuis 1341 une propriété de l'Hospice du Saint-Esprit de Stralsund.